# Dean Chavers
Dean Chavers és el director de Catching the Dream, anteriorment coneguda com el fons Native American Scholarship. De l'organització han sorgit 679 graduats universitaris nadius americans des de 1987, incloent 110 educadors, 38 metges, 28 enginyers, 104 llicenciats en gestió empresarial, i 110 científics.

## Primers anys i educació
Va néixer de pares lumbee. La seva mare era Dorothy Marie Godwin i el seu pare era Issac Locklear. Tanmateix, la seva mare es va casar amb Luther Cherry Chavers abans del seu naixement, i per a ell Luther era el seu pare. Va assistir a la Universitat de Richmond durant dos anys, des de 1960 fins a 1962, abans d'unir-se a la Força Aèria dels Estats Units com a cadet d'aviació. Chavers es va graduar a la Universitat de Califòrnia a Berkeley i es doctorà a la Universitat Stanford. Chavers es va distingir com a navegador durant la Guerra del Vietnam. Va volar 138 missions i va rebre la Medalla Aèria, la Creu de Vol Distingida, i uns altres vuit guardons. Va treballar durant 30 anys com a columnista en un diari i participà en la famosa ocupació índia de l'illa d'Alcatraz el 1969.

## Carrera
Dean Chavers va passar 35 anys com a consultor en educació ameríndia ha escrit 25 llibres, inclosos The National Indian Grant Directory, How to Write Winning Proposals, "Modern American Indian Leaders," "Racism in Indian Country," i Exemplary Programs in Indian Education. És l'antic president de Bacone College. A Bacone passà de ser un college a ser una universitat d'alt nivell.
Ha presentat seminaris i conferències magistrals arreu dels Estats Units. Ha aparegut a la Universitat Stanford, la Universitat de Dakota del Sud, la Universitat d'Oklahoma, la Universitat de Carolina del Nord a Pembroke, el Districte Escolar de Fayetteville, Carolina del Nord, la nació cherokee, la Nació Navajo, l'Associació Nacional d'Educació Indígena, Districte Escolar Unificat Ganado, Districte Escolar Unificat Chinle, Escola Índia St Francis, Escoles de la Nació Umon Hon i el College Board. El seu seminari més popular és "How to Write Winning Proposals," que fou presentat més de 125 vegades. El seu llibre amb el mateix nom va ser publicat pel CTD. També entrena a la gent en com millorar les seves escoles a través d'un seminari titulat
"How to Develop Exemplary Programs." El seu llibre més recent fou "Racism in Indian Country," publicat per Peter Lang Publishers en 2009. El seu llibre anterior va ser una obra en dos volums de 800 pàgines anomenat "Modern American Indian Leaders," publicat per Mellen Press en 2007. Ambdós són utilitzats com a llibres de text universitaris.
Com a director de Catching the Dream, el Dr. Chavers ha ajudat 679 estudiants amerindis a acabar els estudis. Va iniciar el Moviment Programes Consolidats en Educació Indígena (EPSS) el 1988, que ha fundat 39 d'aquests programes a les escoles índies.